# Trang trí Giáng Sinh

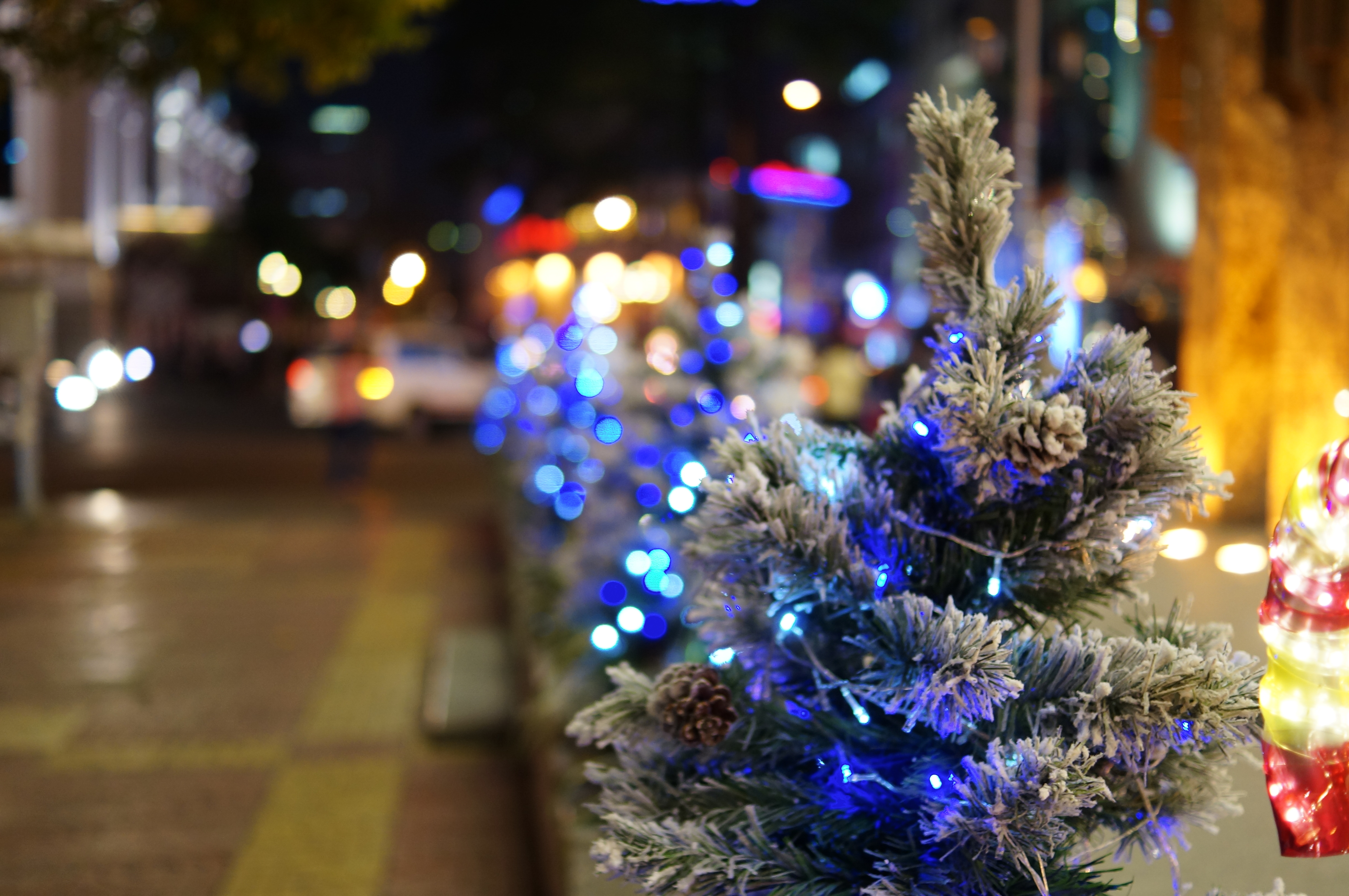
Cây thông và đèn trang trí Giáng Sinh tại Thành phố Hồ Chí Minh năm 2013

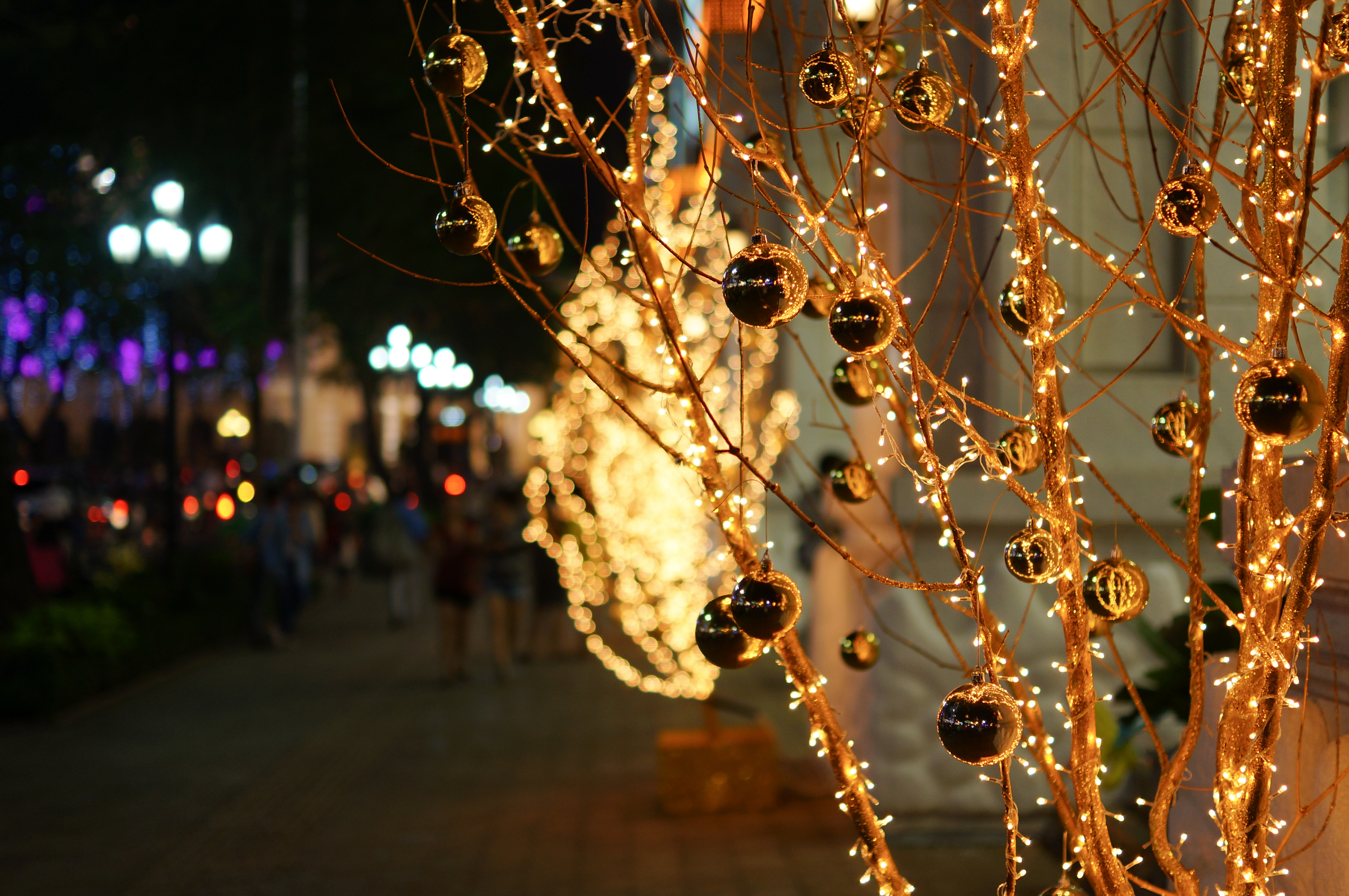
Đèn trang trí Giáng Sinh trên vỉa hè tại Thành phố Hồ Chí Minh năm 2013

Trang trí Giáng Sinh (Christmas decoration) là bất kỳ kiểu trang trí nào được sử dụng trong Mùa Giáng Sinh và mùa nghỉ lễ Giáng Sinh trước và sau Lễ Giáng sinh. Màu sắc truyền thống của Giáng Sinh là màu xanh của cây thông Nô-en (cây Giáng Sinh), màu trắng như tuyết và màu đỏ của hình trái tim. Các màu sắc vàng và màu bạc cũng phổ biến, giống như các màu kim loại khác. Các hình ảnh điển hình trên đồ trang trí Giáng sinh bao gồm Chúa Giêsu Hài Đồng, Cha Giáng Sinh, ông già Nô-en (Santa Claus) và ngôi sao Bethlehem. Ở nhiều quốc gia, chẳng hạn như Thụy Điển, mọi người bắt đầu trang trí Mùa Vọng và Giáng sinh vào ngày đầu tiên của Mùa Vọng. Phụng vụ Kitô giáo được thực thành ở một số giáo xứ thông qua nghi lễ Treo cây xanh. Trong thế giới Cơ Đốc giáo phương Tây thì hai ngày truyền thống khi đồ trang trí Giáng sinh bị dẹp bỏ là Đêm thứ mười hai và nếu chúng không được gỡ xuống vào ngày đó thì nến sẽ được hạ ngay sau ngày sau sẽ kết thúc Mùa Giáng sinh-Hiển linh ở một số giáo phái Cơ Đốc. Trong lịch sử, việc dỡ bỏ đồ trang trí Giáng sinh trước Đêm thứ mười hai, cũng như để đồ trang trí ngoài Lễ nến được coi là điều không tốt. 

## Giới thiệu
Truyền thống trang trí cây cối đã có từ lâu vì người Celts đã thực hành trang trí một cây, biểu tượng của sự sống vào thời điểm đông chí. Tertullian đã phàn nàn vào thế kỷ thứ 2 rằng những người theo đạo Cơ đốc ở Bắc Phi đã trang trí nhà của họ bằng cây xanh, một biểu tượng ngoại giáo. Cây Giáng sinh được những tín nhân Luther ở Đức sử dụng lần đầu tiên vào thế kỷ XVI, với các ghi chép chỉ ra rằng cây Giáng sinh được đặt trong Nhà thờ Strasbourg vào năm 1539, dưới sự lãnh đạo của Nhà cải cách Tin lành là Martin Bucer. Tại Hoa Kỳ, những người theo đạo Tin Lành Luther ở Đức này đã mang theo cây thông Noel được trang trí; Người Moravian đã thắp những ngọn nến trên những cây đó.
Những nơi khác nhau cũng có những truyền thống và mê tín khác nhau về thời điểm và cách loại bỏ bớt đồ trang trí Giáng sinh. Ở Bắc Mỹ và Nam Mỹ, Úc và Châu Âu, truyền thống trang trí bên ngoài ngôi nhà bằng đèn và đôi khi bằng Sled, người tuyết được thắp sáng và các nhân vật Giáng sinh khác. Các thành phố cũng thường tài trợ cho việc trang trí, các biểu ngữ Giáng sinh có thể được treo trên đèn đường và cây thông Noel được đặt ở quảng trường thị trấn. Ở Anh, người ta có phong tục đốt đồ trang trí trên lò sưởi. Tuy nhiên, truyền thống này đã không còn được ưa chuộng vì những đồ trang trí có thể tái sử dụng và không thể hư hỏng được làm bằng nhựa, gỗ, thủy tinh và kim loại trở nên phổ biến hơn.

## Hình ảnh

Đồ trang trí Xmas
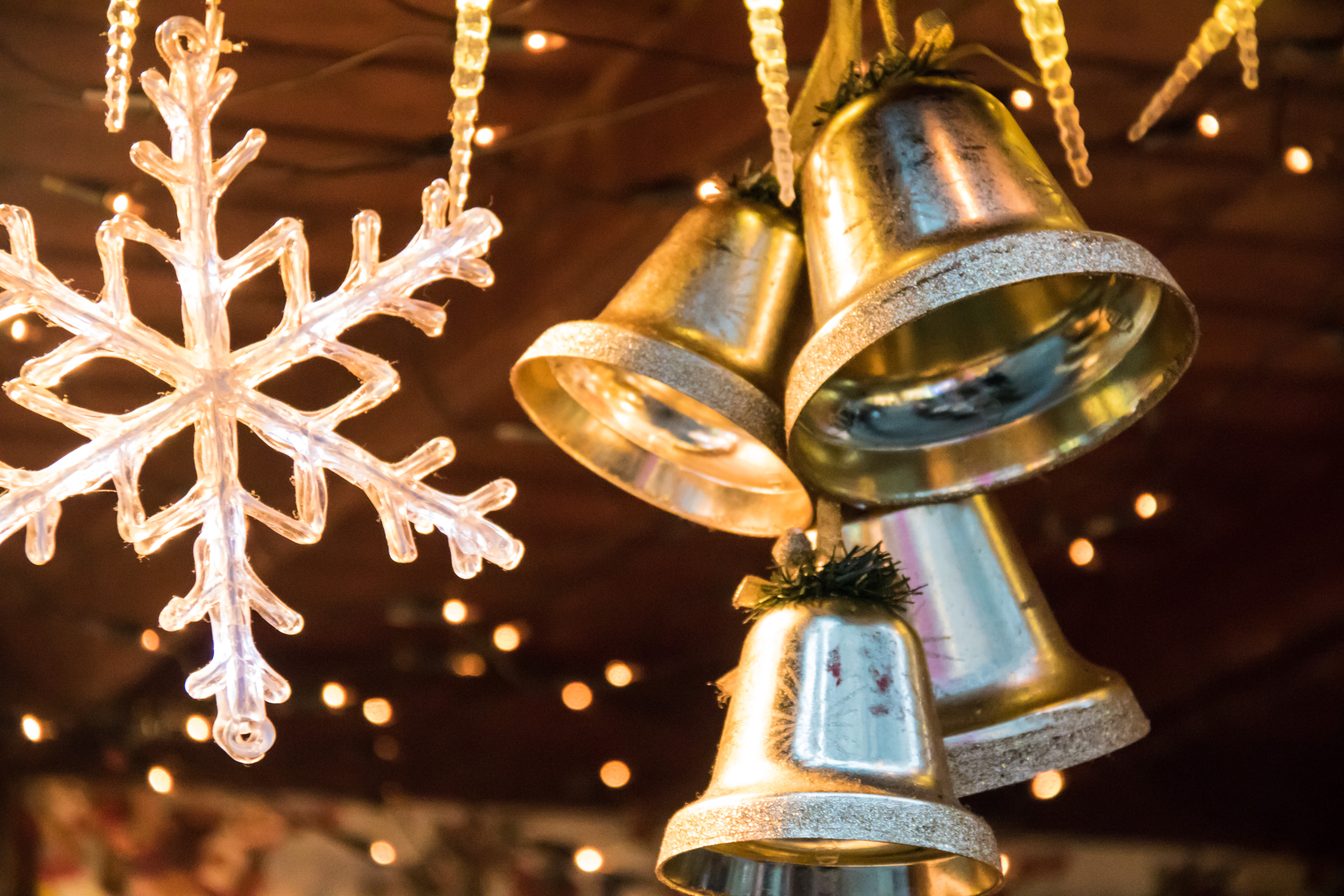
Chuông giáng sinh Jingle Bells
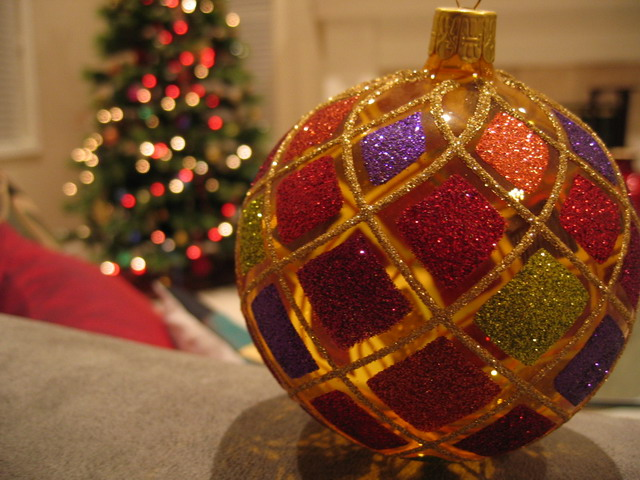
Bóng Bauble
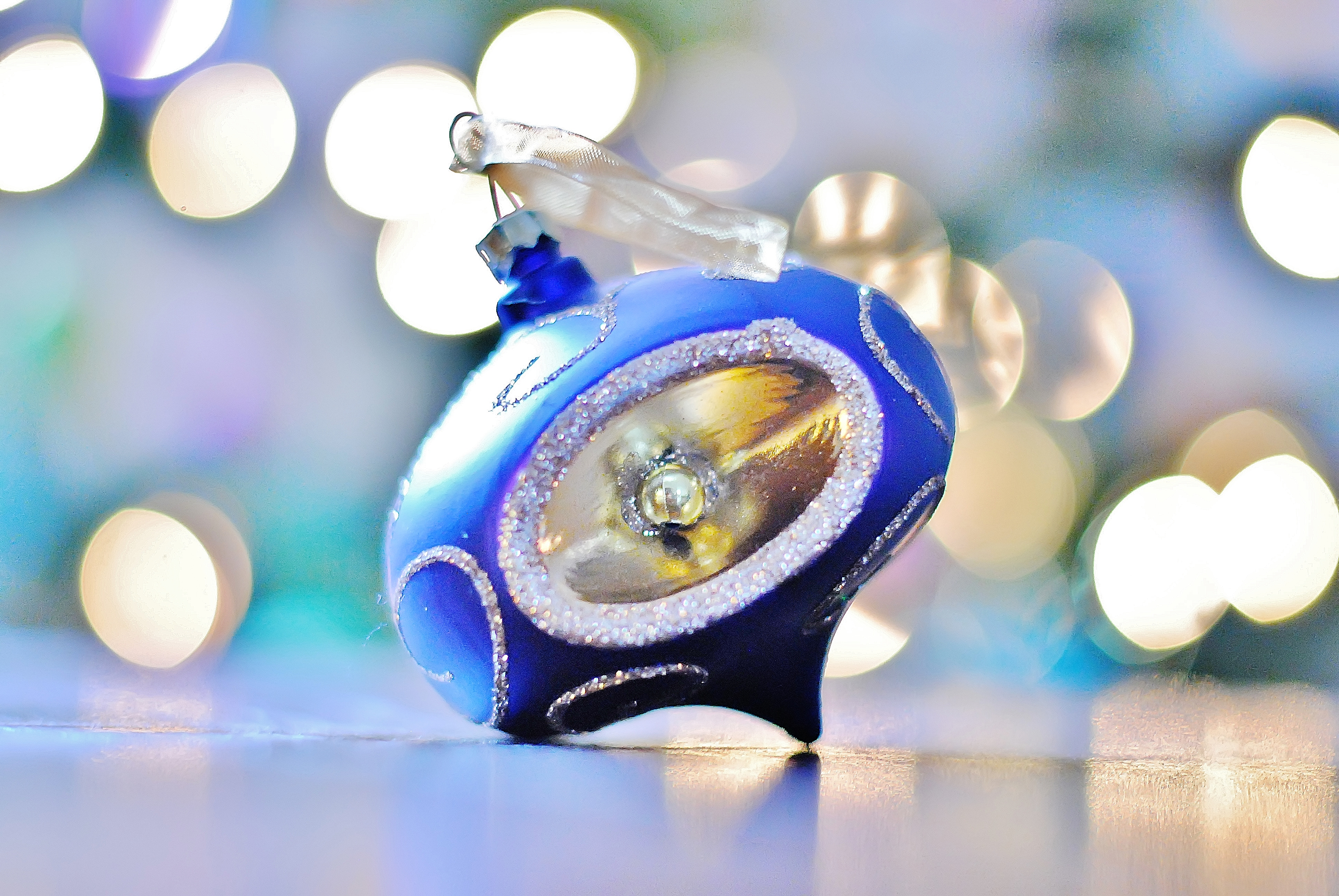
Quả bóng gương
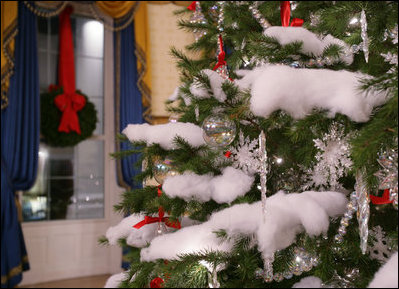
Cây tuyết giả
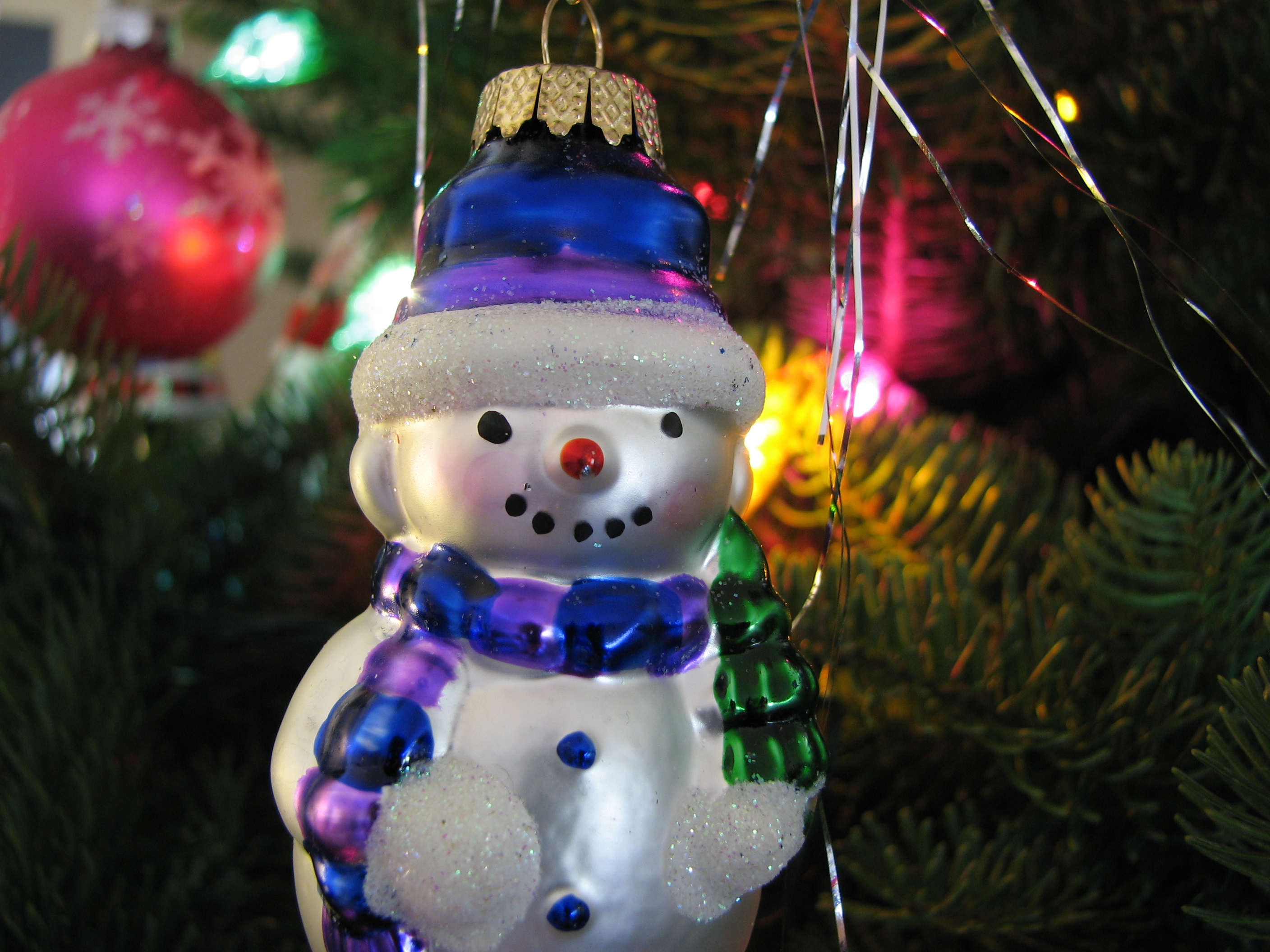
Đồ trang trí người tuyết bằng thủy tinh
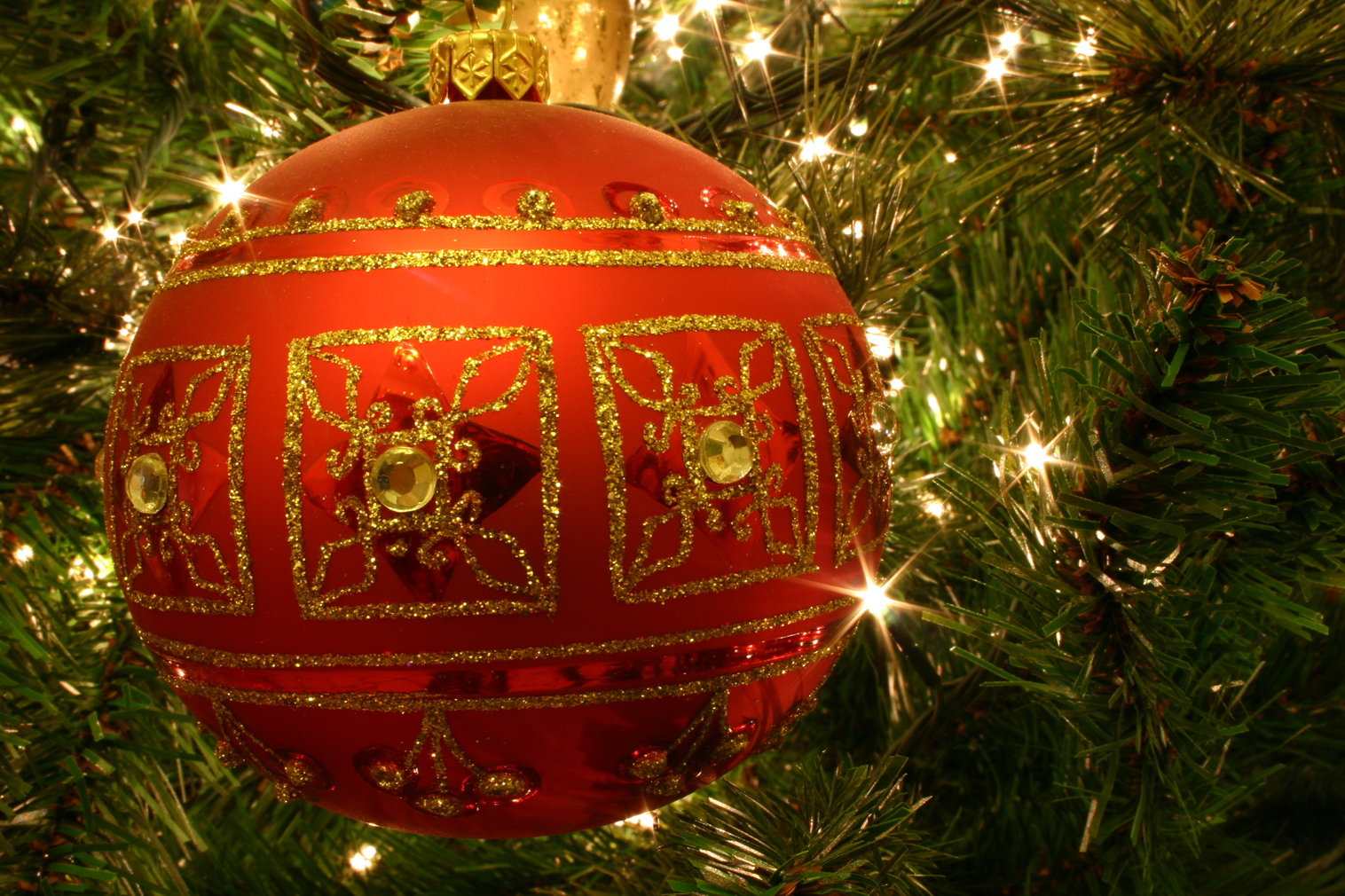
Đồ trang trí màu đỏ và vàng
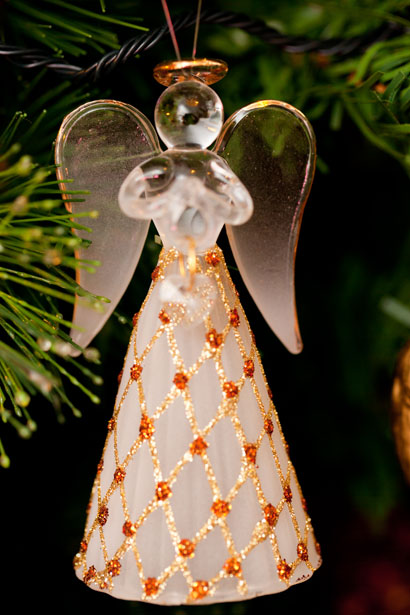
Trang trí thiên thần
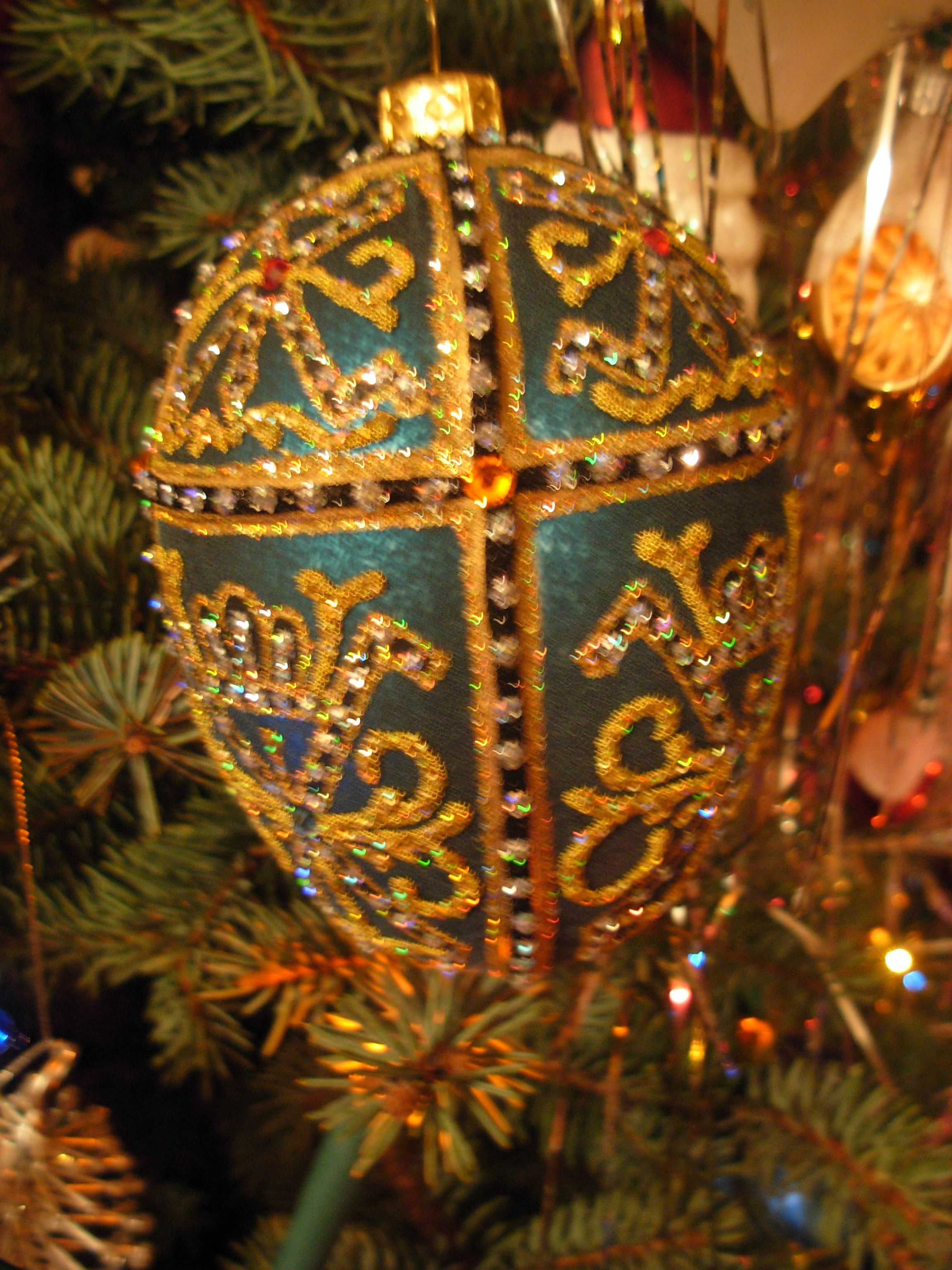
Trang trí trứng Phục sinh
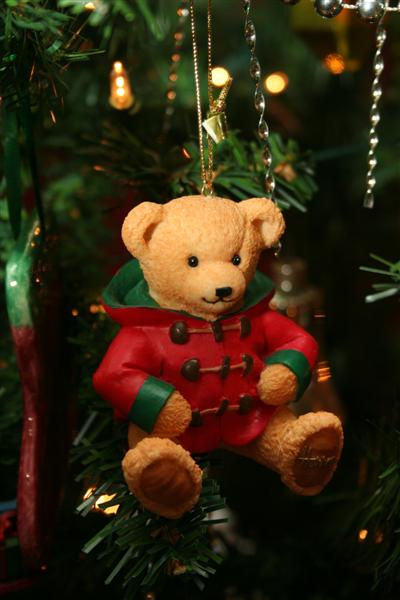
Trang trí gấu
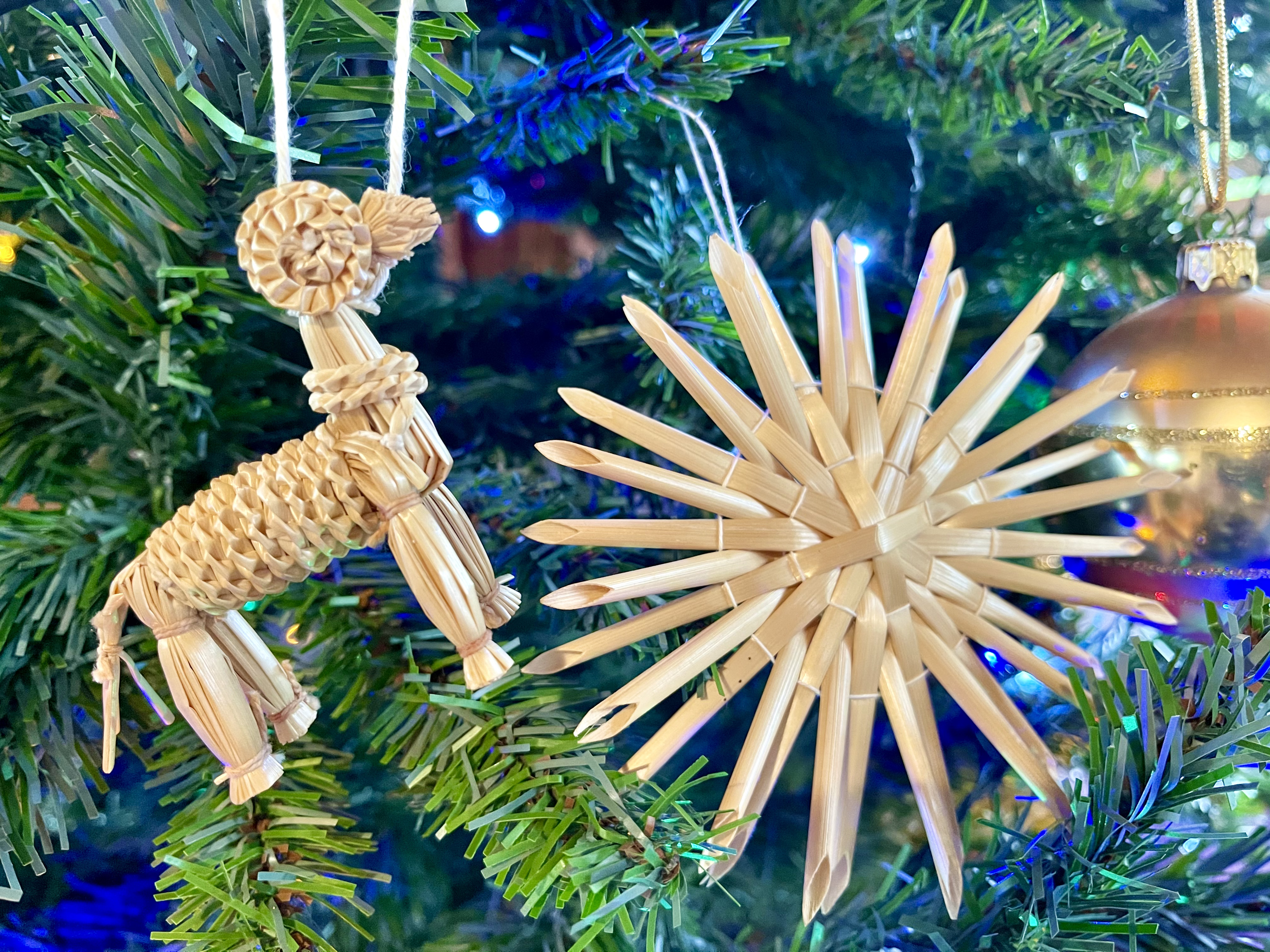
Kiểu Ba Lan
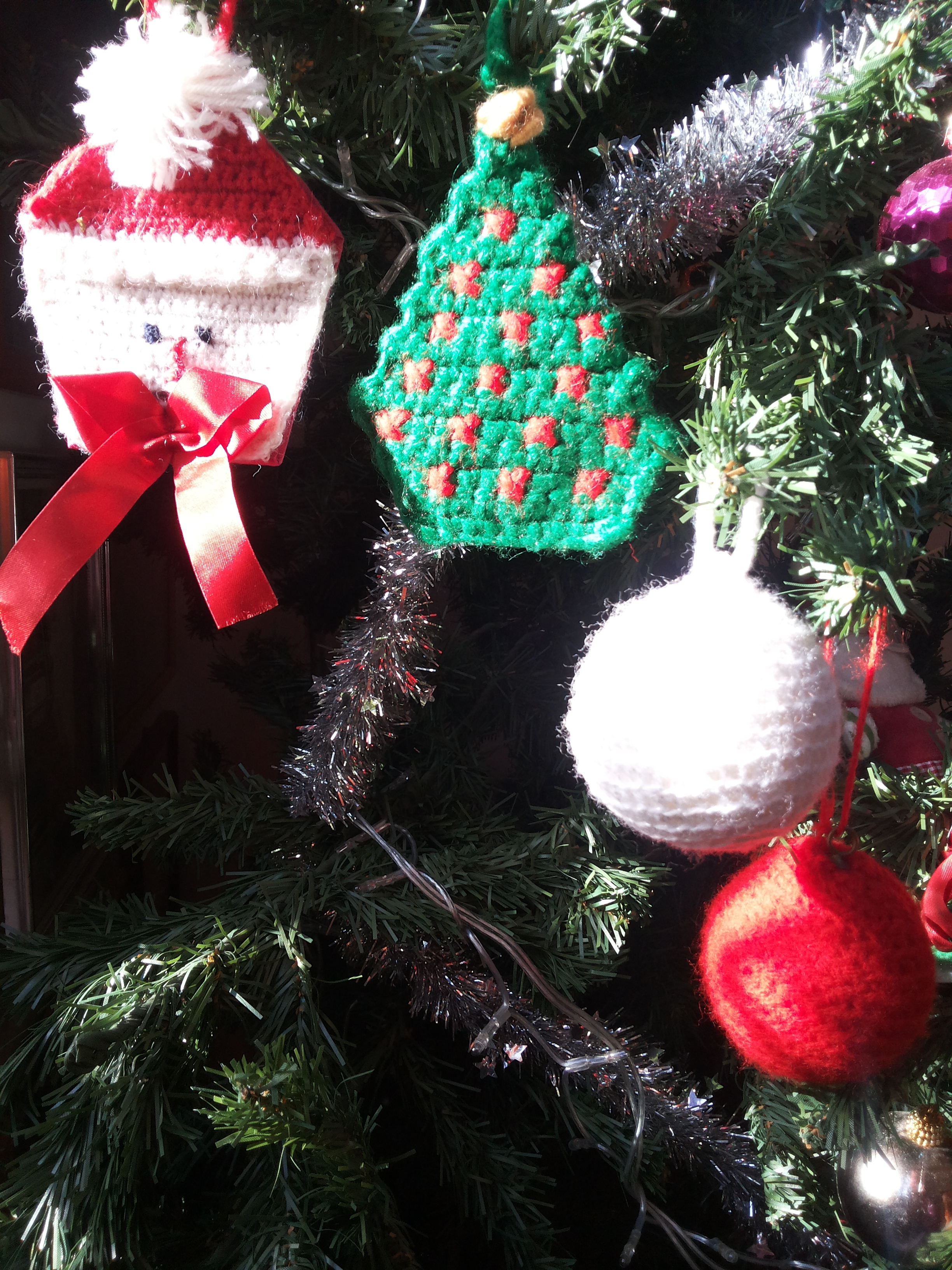
Trang trí Crochet
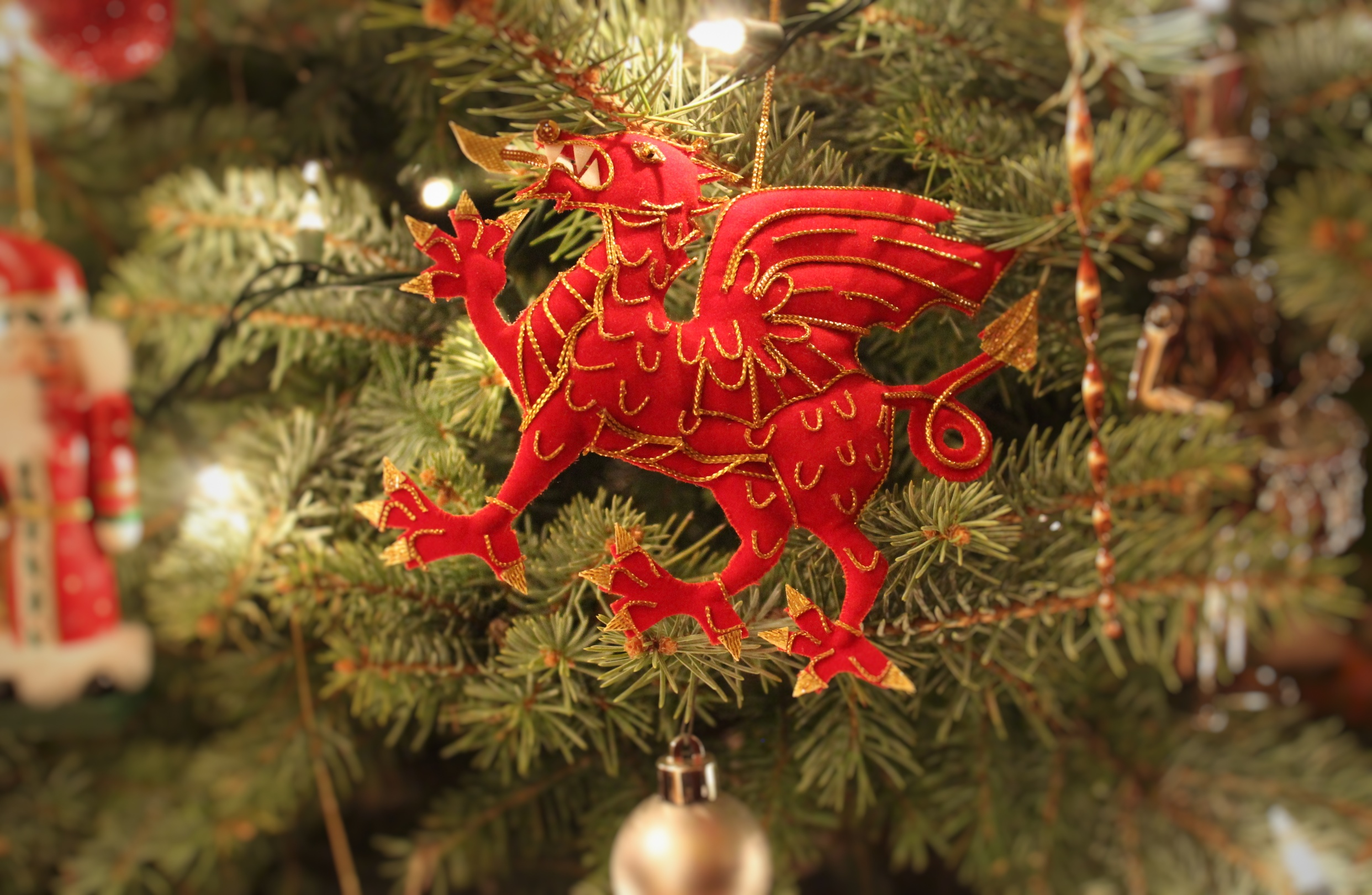
Đồ trang trí vải
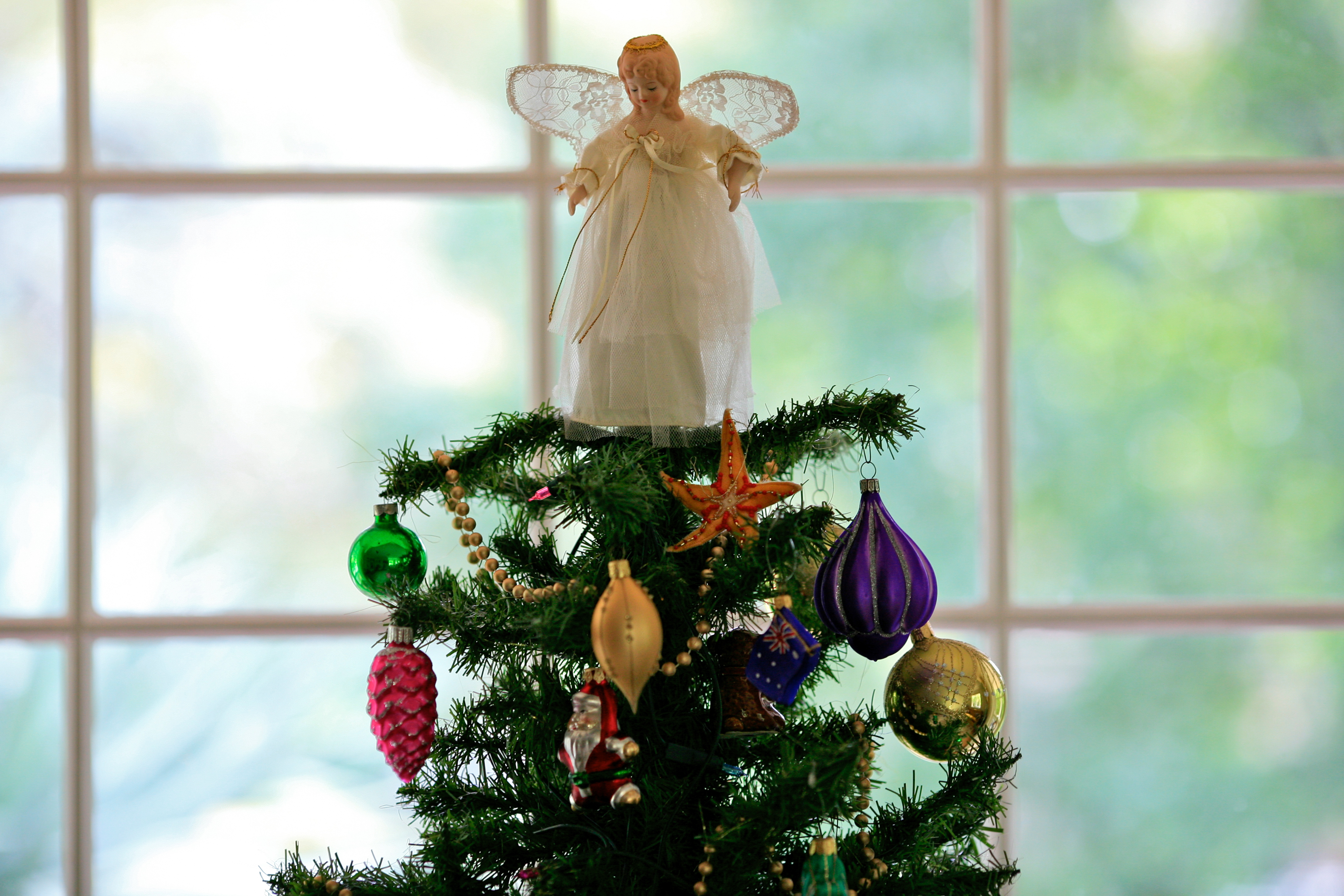
Thiên thần trang trí trên ngọn cây
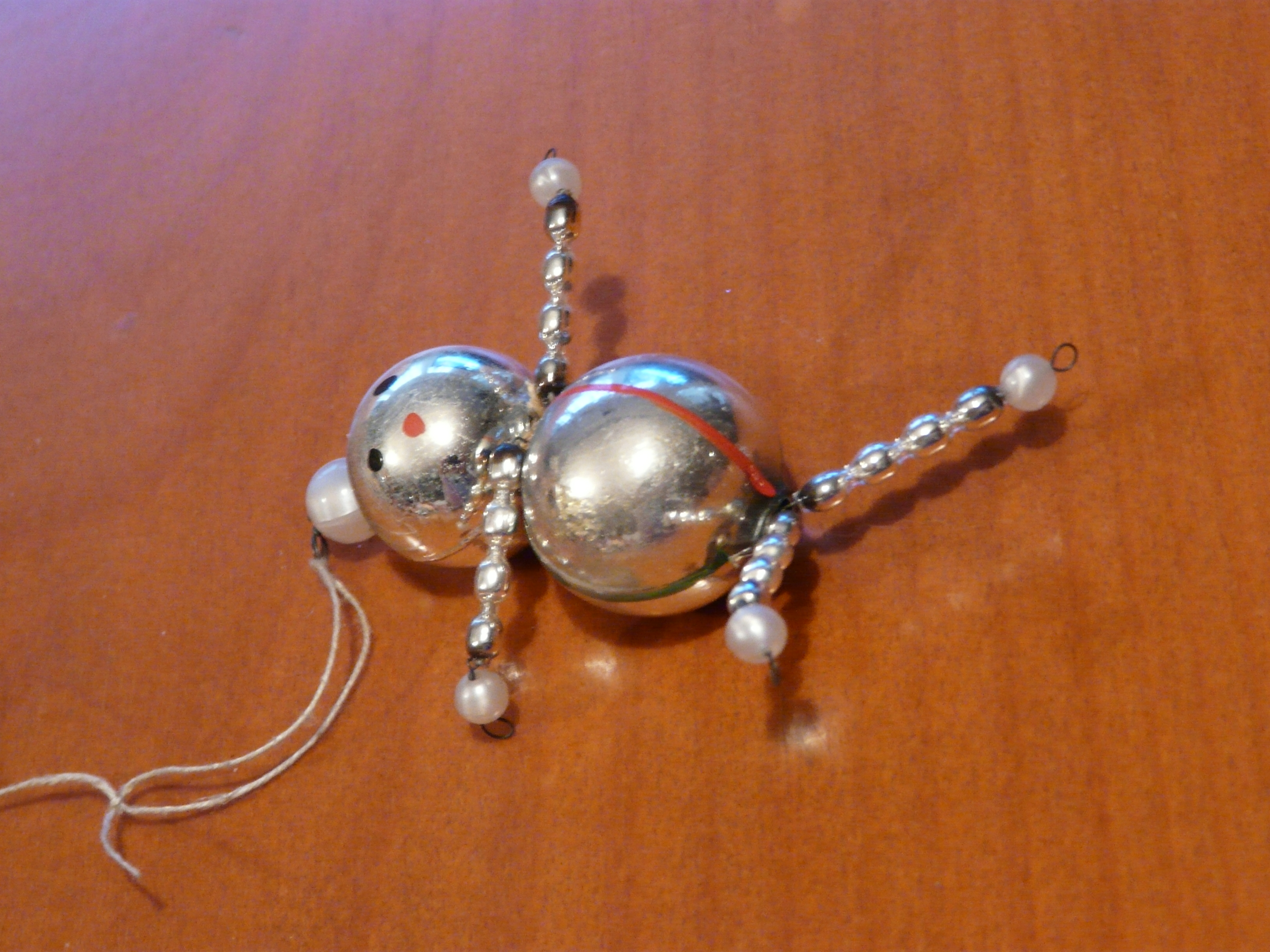
Kiểu Ba Lan năm 1939
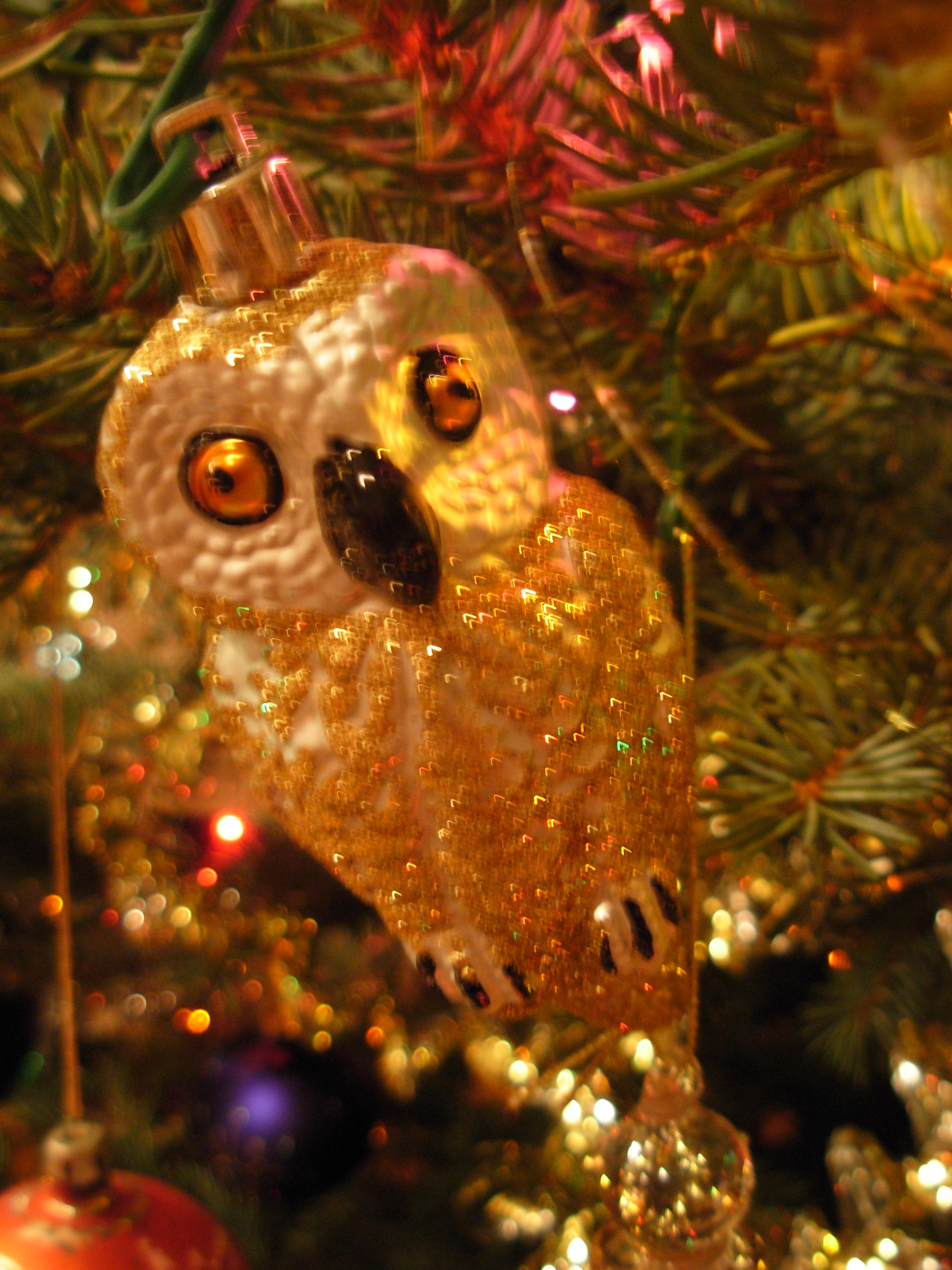
Đồ trang trí cú thủy tinh
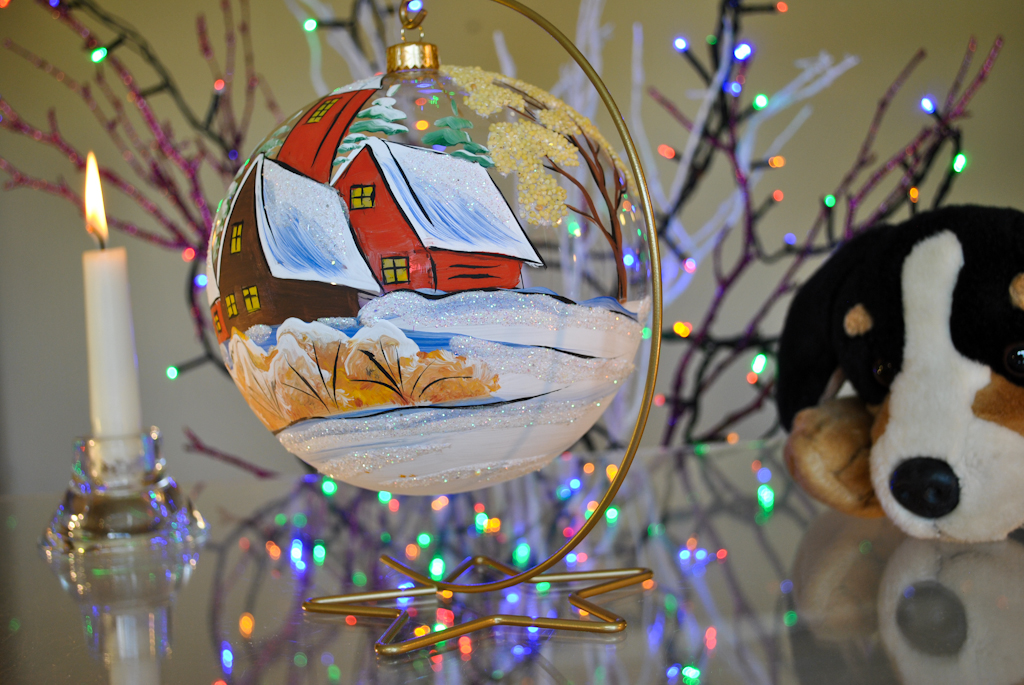
Quả bóng thủy tinh vẽ tay
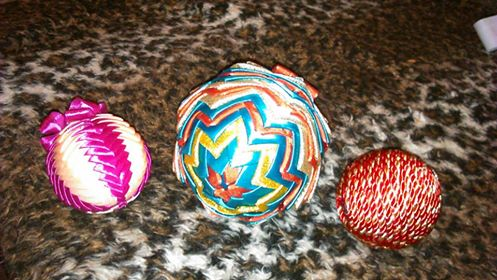
Kiểu Ba Lan
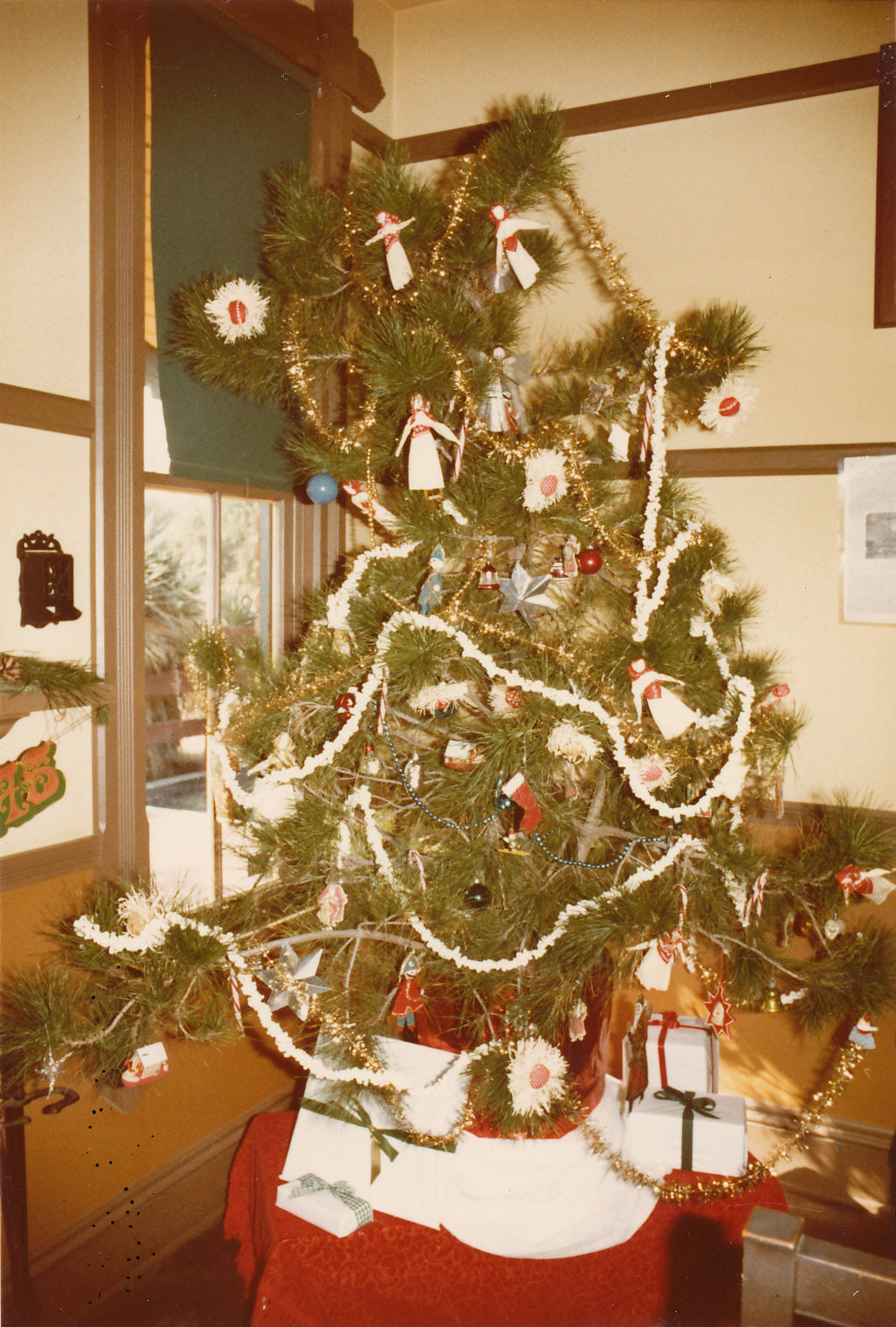
Vòng hoa bỏng ngô trên cây thông Noel
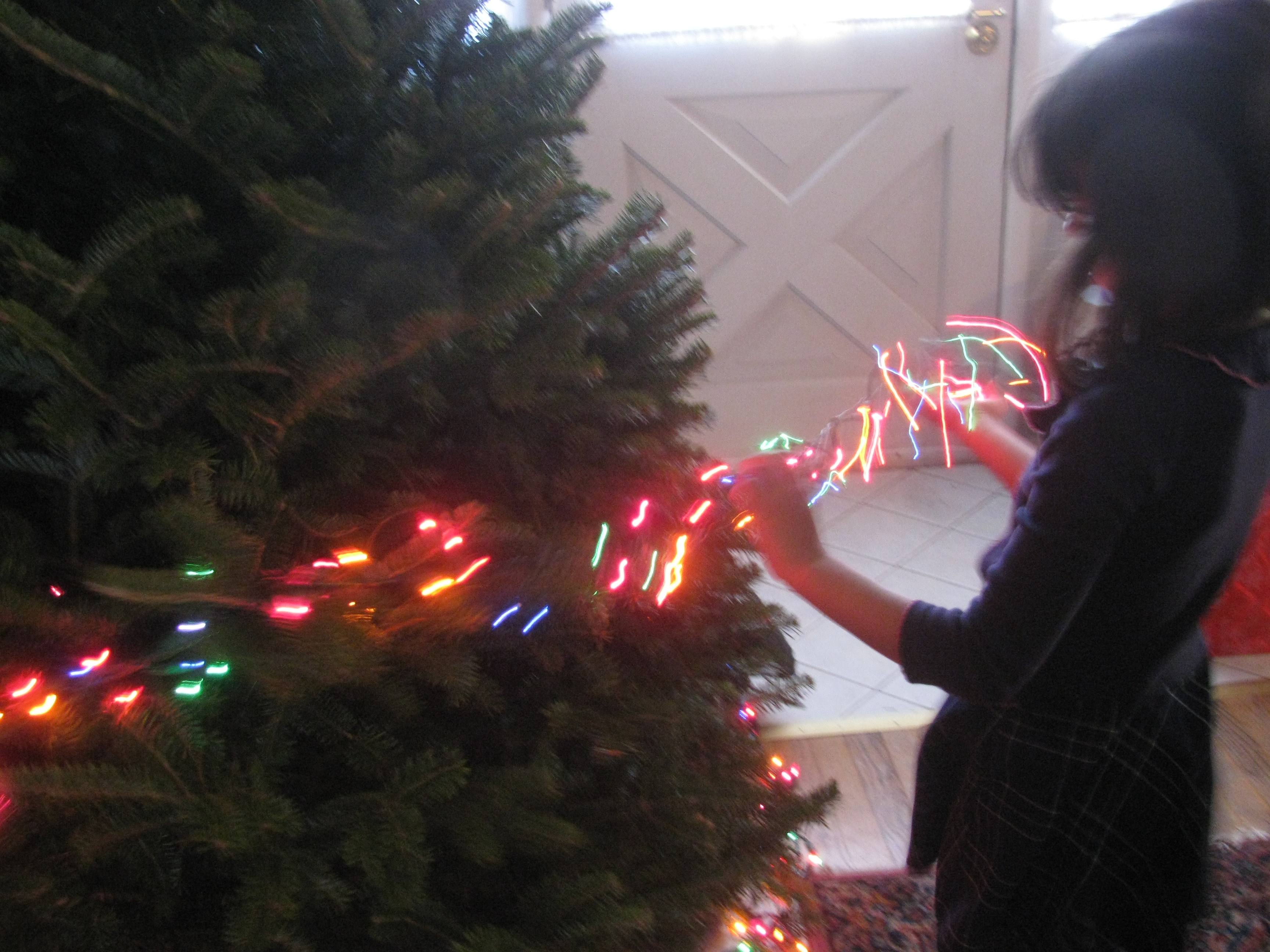
Dây đèn trên cây thông Noel
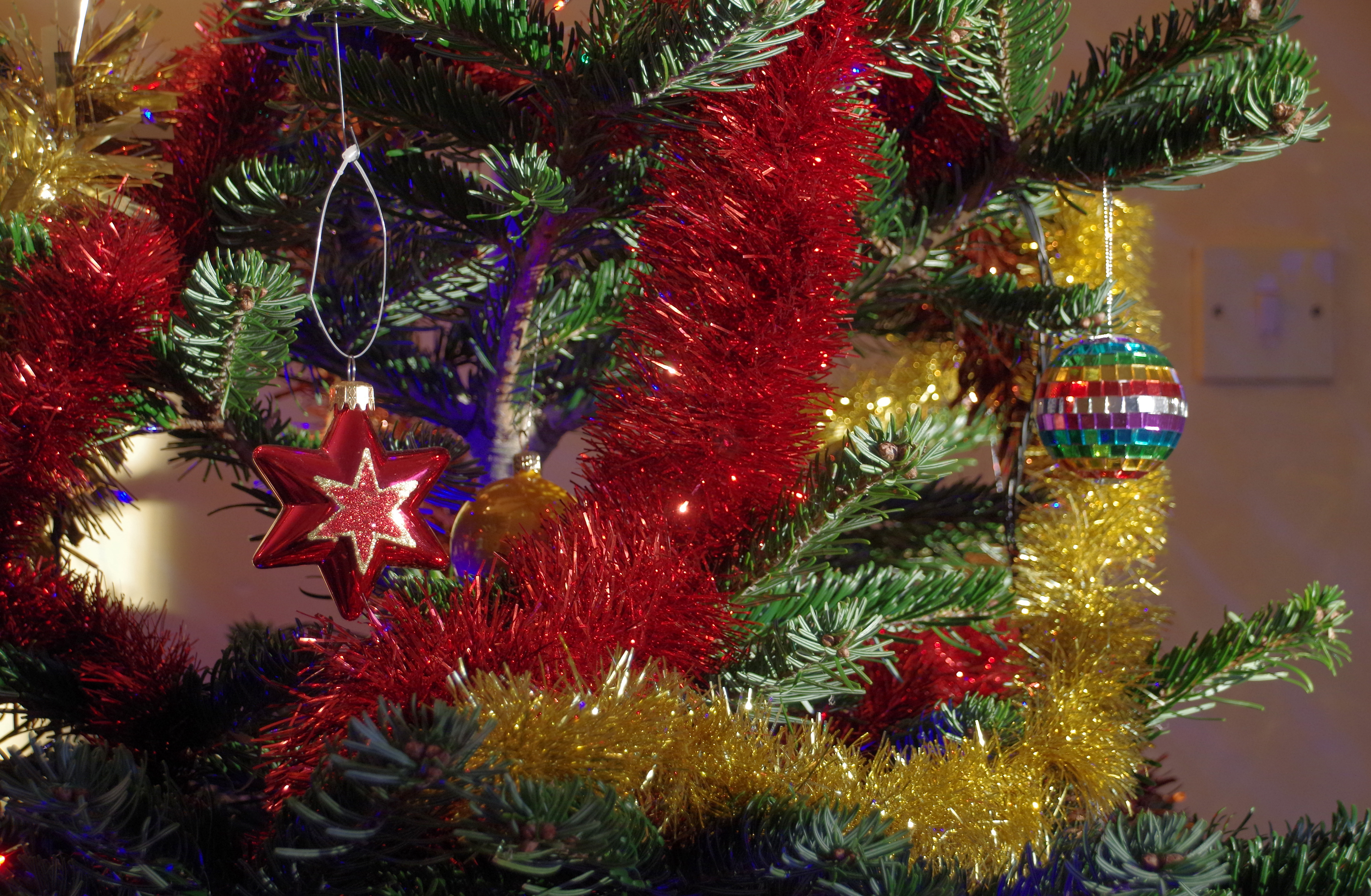
Cây thông Noel với vòng hoa tinsel
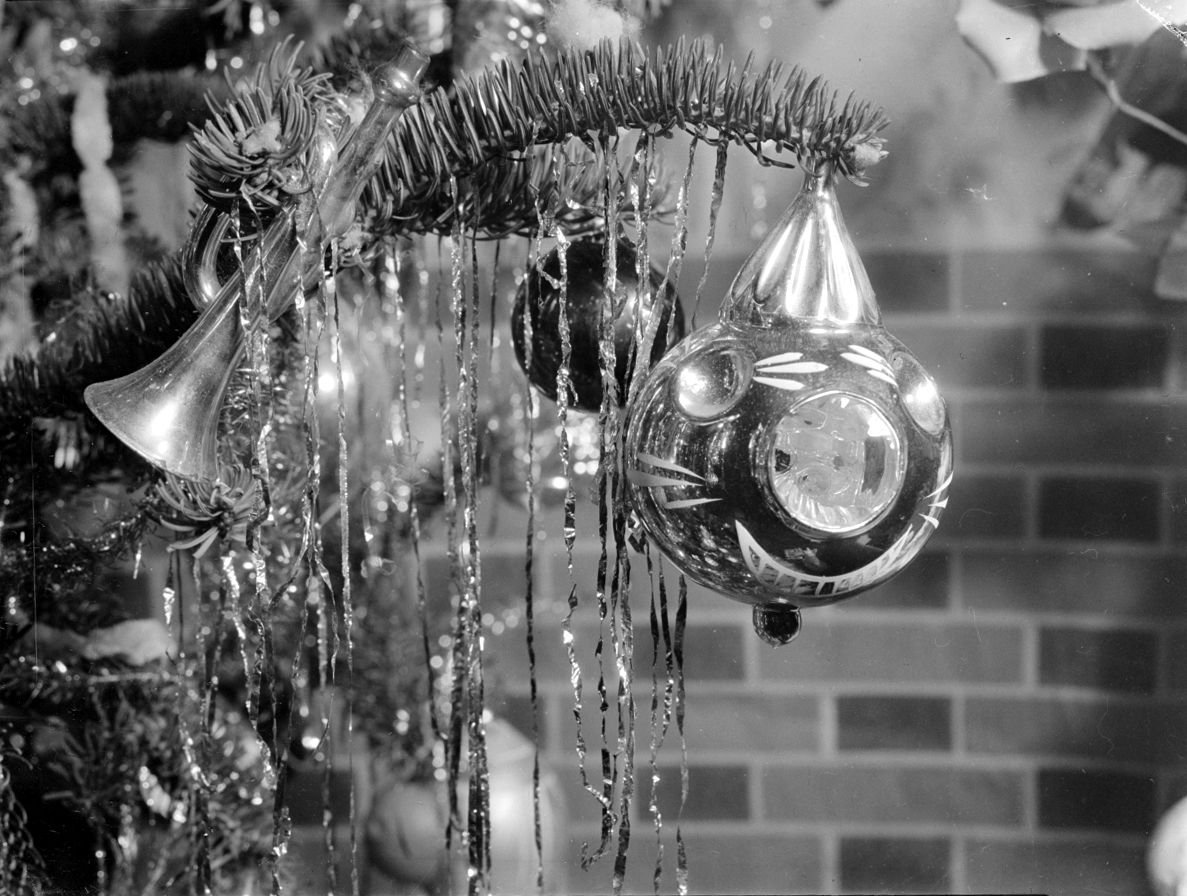
Cây thông Noel có dải Tinsel (dải dài hẹp)

## Chú thích

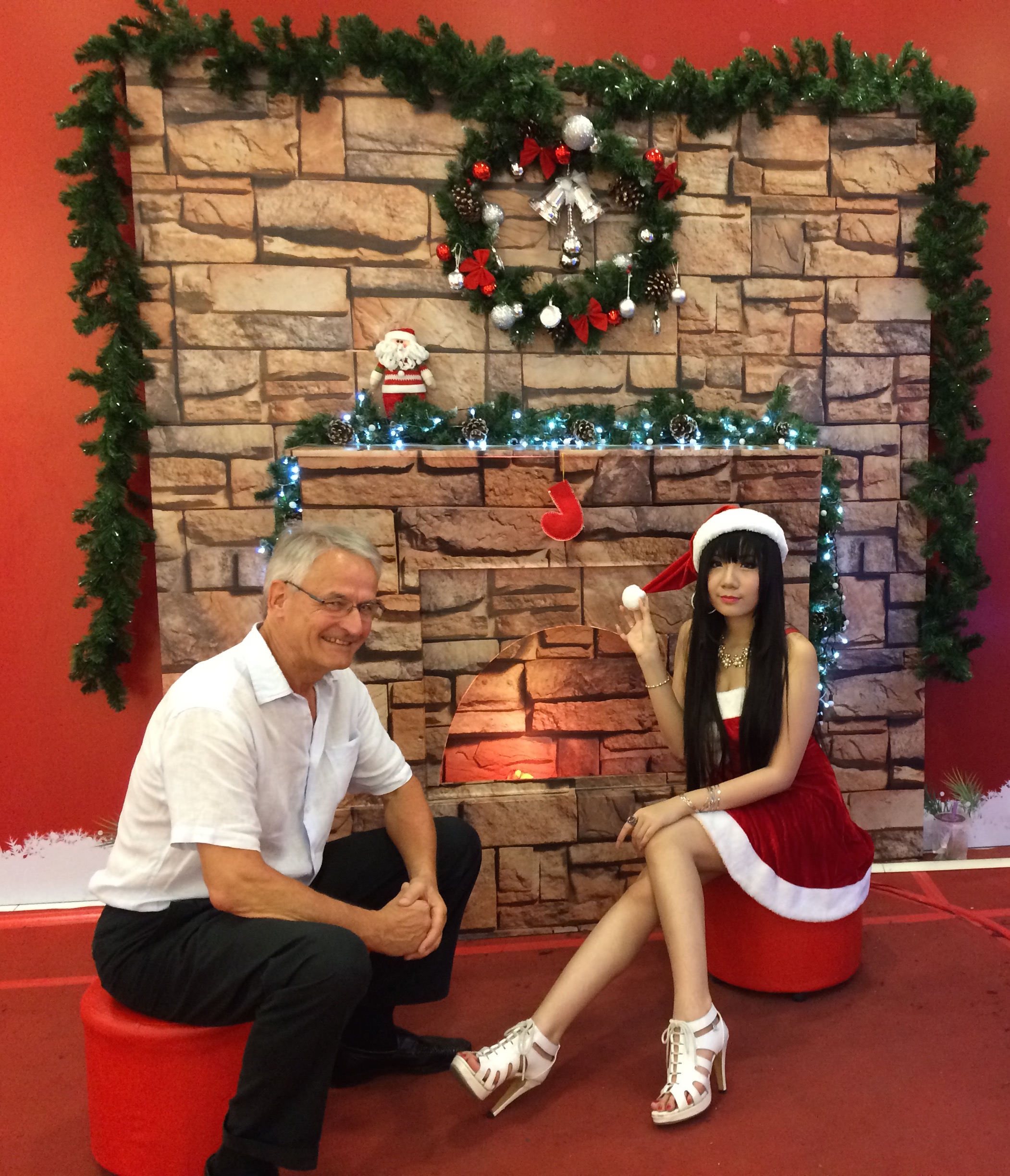
Giáng Sinh tại Sài Gòn năm 2014